# Charles Webster Hawthorne

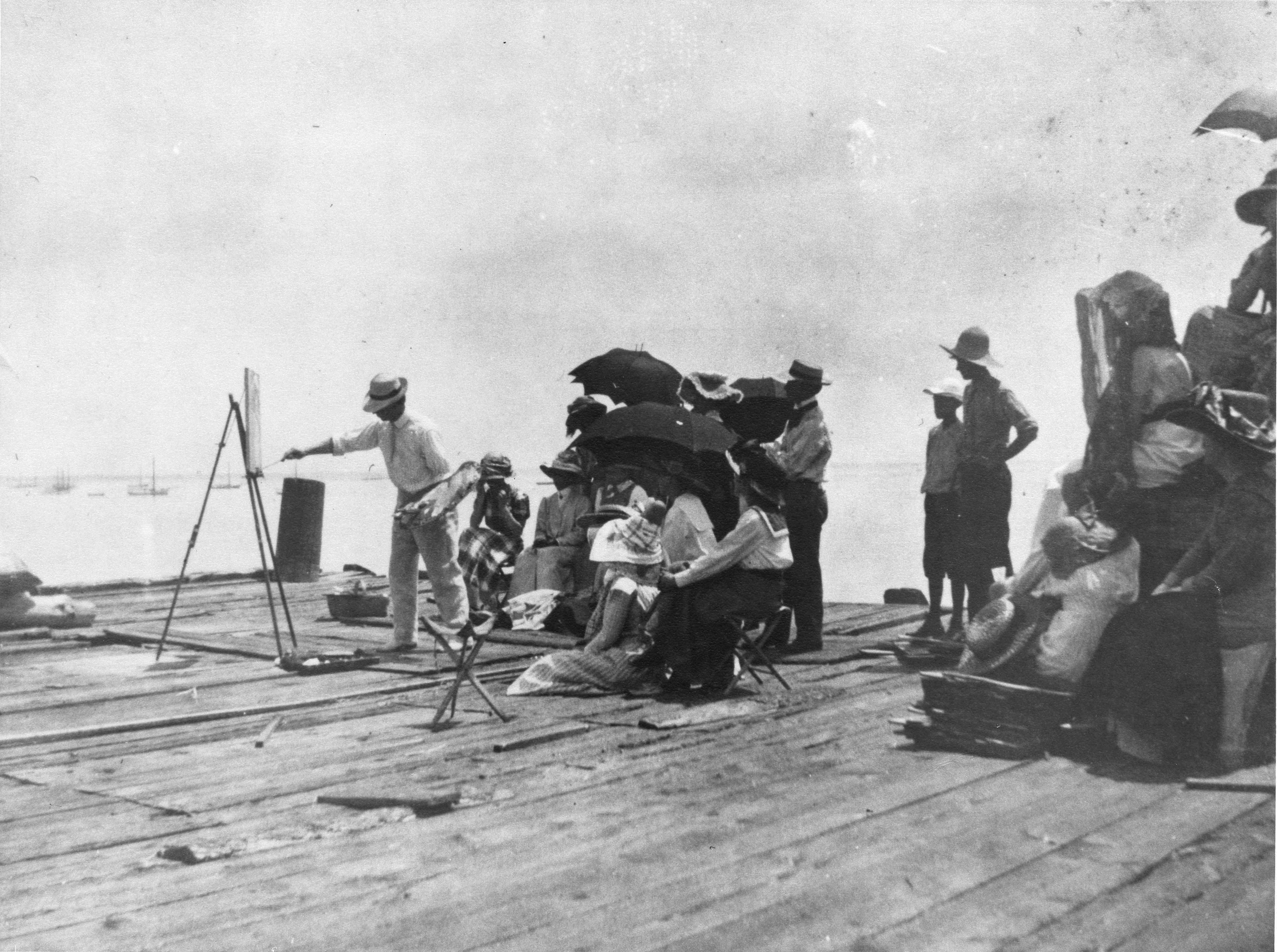
Webster (izquierda) da una clase en exteriores, 1910

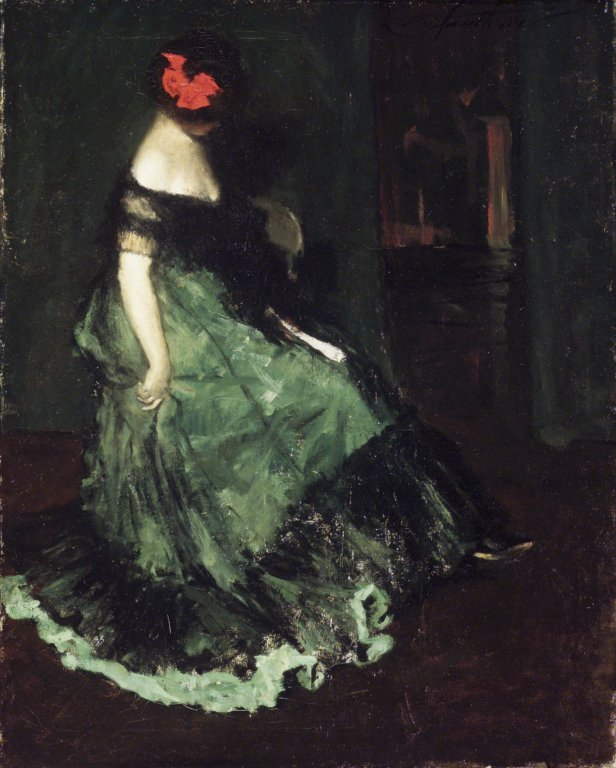
El Lazo Rojo por Charles W. Hawthorne. Museo Brooklyn

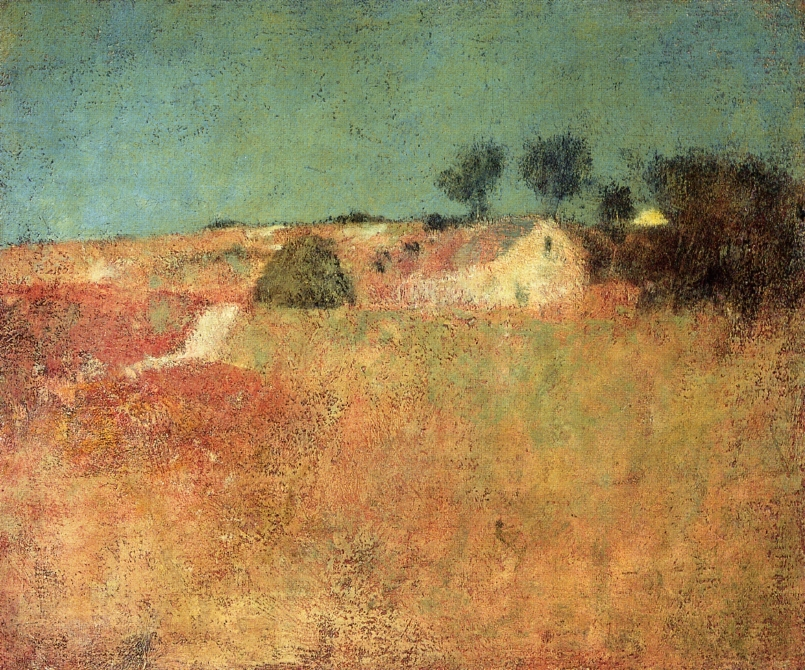
Paisaje de Cielo verde, circa 1898.

Charles Webster Hawthorne (8 de enero de 1872 – 29 de noviembre de 1930) era un retratista americano y pintor de escenas de género. Fue también un reconocido profesor, que fundó la Cape Cod School of Art en 1899.
Nació en Lodi, Illinois, y sus padres regresaron a Maine, estado donde nació su padre y donde decidieron criar al pequeño Charles. A sus 18 años,  viajó a Nueva York, donde trabajó como ayudante de oficina por la paga del día en una fábrica de vidriería policromada. Iba a la escuela nocturna, y estudiaba con Henry Siddons Mowbray y William Merritt Chase. Más tarde, estudió en el extranjero, tanto en los Países Bajos como en Italia. En 1908 fue seleccionado para ingresar a la Academia Nacional de Diseño como un miembro asociado, y se convirtió en Profesor Académico en 1911.

## Formación y primeros años
Estudió pintura con varios artistas notables en la Academia Nacional de Diseño y en la Liga de estudiantes de arte de Nueva York. Entre sus profesores se cuentan Frank Vincent DuMond y George de Forest Brush. Pero Hawthorne declaró que la influencia más dominante en su carrera fue William Merritt Chase, con quien trabajó tanto como alumno y ayudante. Ambos hombres eran naturalmente talentosos profesores y pintores figurativos, atraídos por los colores vivos y la luminosidad que la pintura al óleo ofrecía como medio. Chase transmitió la tradición de Múnich de valores de tono y pintura de tono, de la cual Hawthorne aprendió cuanto pudo.
En sus años en los Países Bajos, como asistente de Chase, Hawthorne se vio inclinado a iniciar su propia escuela de arte. 
Pasaba los inviernos en París y en la Ciudad de Nueva York, y los veranos en Provincetown, Massachusetts, donde montó su escuela. Además de fundar la Cape Cod School of the Art, Hawthorne también fue miembro fundador de la Provincetown Art Association, fundada en 1914. En 1917, durante su tiempo en París, se convirtió en miembro activo de la Société Nationale des Beaux-Arts. 

### Cape Cod School of the Art
La escuela que fundó Hawthorne fue la primera escuela de verano en la intemperie para pintar figuras, y se convirtió en una de las escuelas de arte líderes en Estados Unidos. En los treinta años que Hawthorne fue director, la escuela atrajo a algunos de los más talentosos instructores en arte y estudiantes del país. Se cuentan entre sus filas a John Noble, Richard Miller, y Max Bohm. En su escuela, Hawthorne hacía críticas y daba charlas de instrucción semanalmente, guiando a sus estudiantes y estableciendo las bases, aunque nunca impuse su propia técnica o método.

## Obra

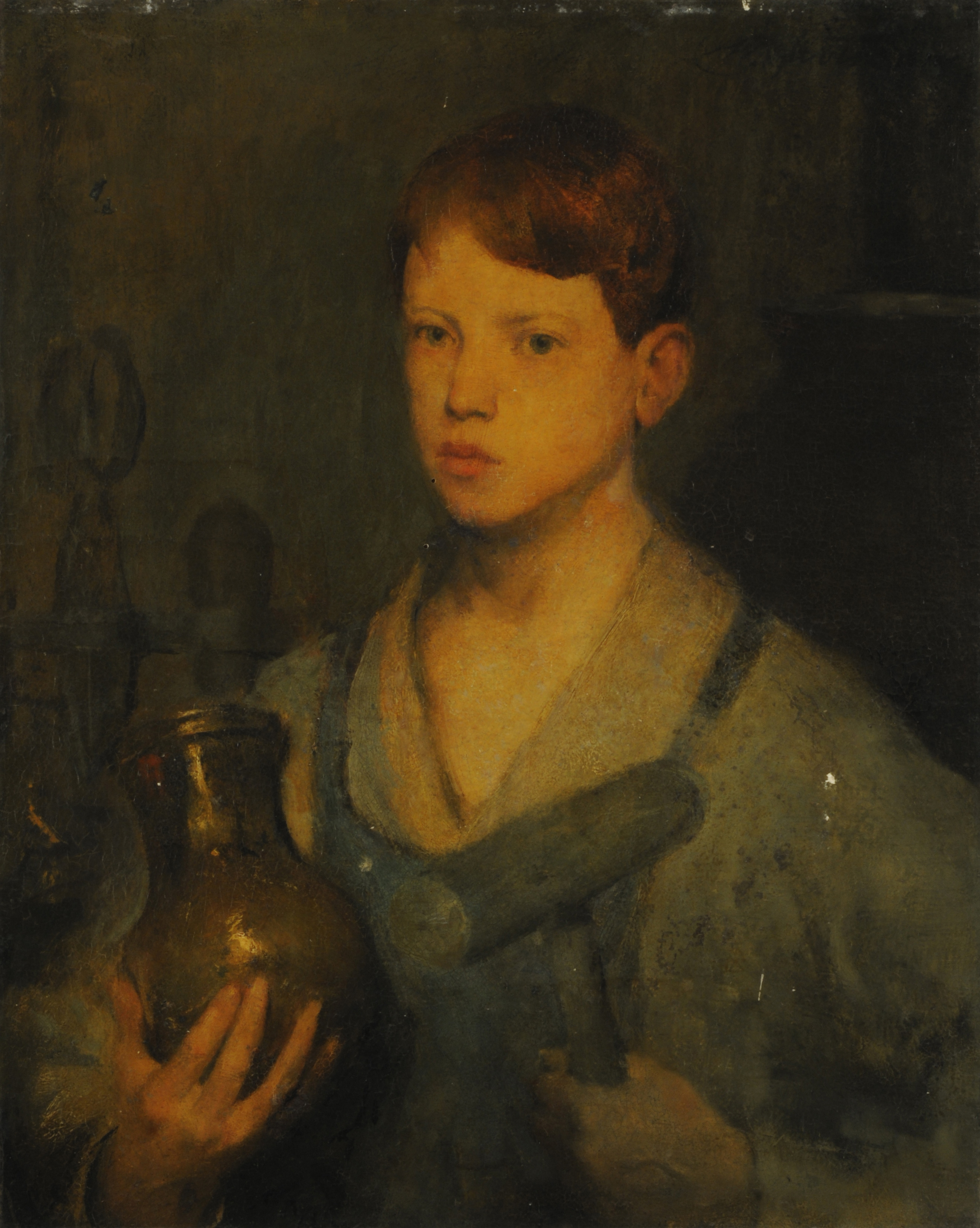
El aprendiz - Charles Webster Hawthorne

- The Trousseau, Metropolitan Museum of Art
- Mother and Child, Syracuse Museum
- Net Mender, Rhode Island School of Design, Providence
- Venetian Girl, Worcester Art Museum
- The Family, Buffalo Fine Arts Academy
- Crew of the Philomena Manta, 1915, Provincetown Art Collection
- Fish Cleaners, Provincetown Art Collection
- Untitled (Study of girl in white), 1927, Provincetown Art Collection
- Girl in Yellow Scarf, 1904, Butler Institute of American Art, Youngstown, Ohio
- The Fisherman's Daughter, Corcoran Gallery of Art, Washington D. C.

Su estudio en Provincetown, en la calle Miller Hill Road (donde también daba clases) se incorporó el 21 de agosto de 1978 al Registro Nacional de Sitios Históricos de Estados Unidos. Actualmente se lo conoce como el Hawthorne School of Art. Su hijo, Joseph Hawthorne, se convirtió en un exitoso director de orquesta.